# Szczepankowo (przystanek kolejowy)

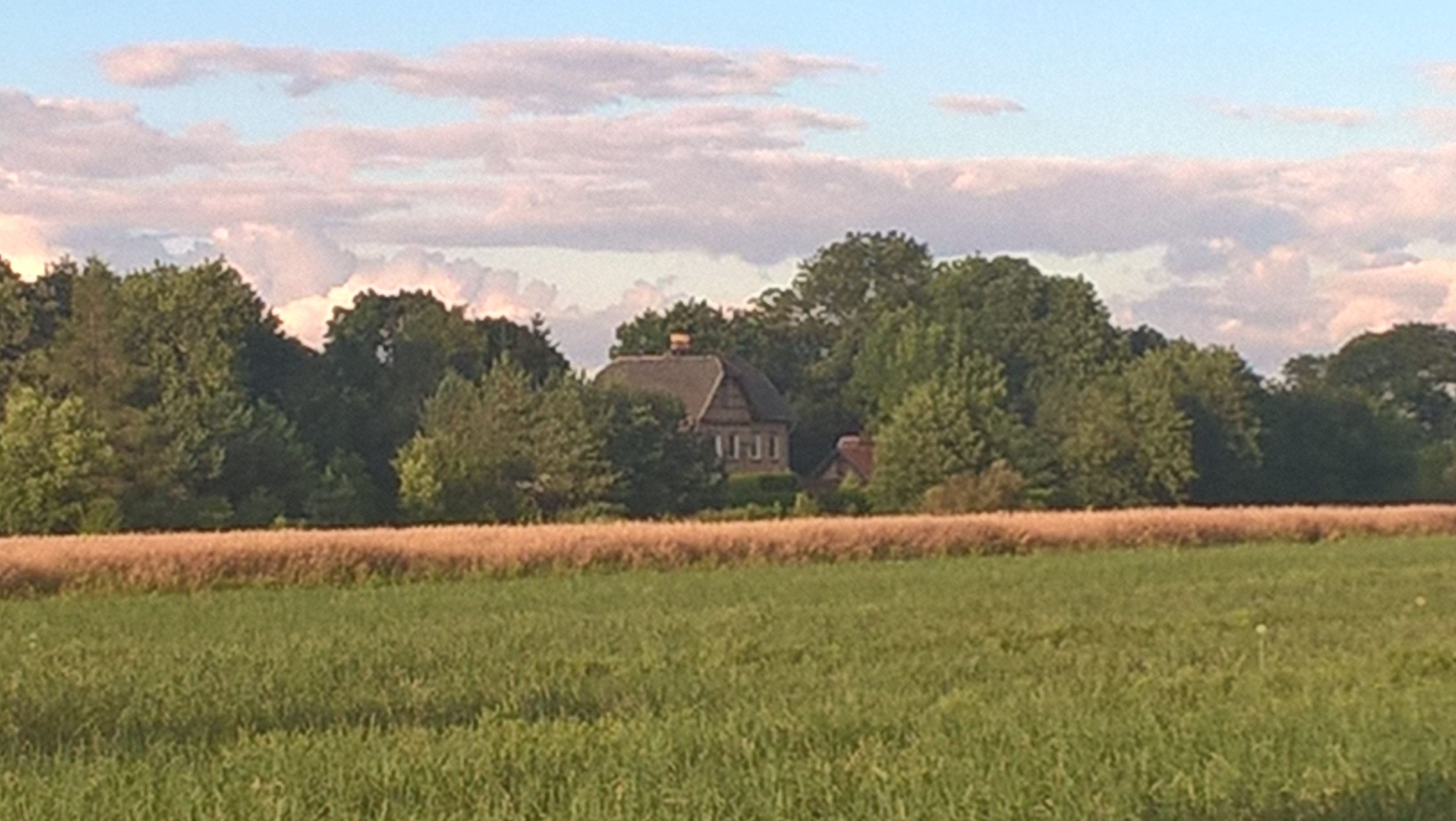
Szczepankowo - widok na dawny dworzec kolejowy

Szczepankowo – nieczynny przystanek kolejowy w Szczepankowie, w województwie wielkopolskim, w Polsce.
| Szczepankowo                     |  |                              |
| Linia 368 Szamotuły – Międzychód |  |                              |
| Szamotułyodległość: 0 km         |  | Ostroróg odległość: 9,431 km |